# Cteniloricaria
Cteniloricaria es un género de peces de la familia Loricariidae en el orden de los Siluriformes.

## Especies
Las especies de este género son:
- Cteniloricaria maculata (Boeseman, 1971)
- Cteniloricaria napova Covain & Fisch-Muller, 2012[2]
- Cteniloricaria platystoma (Günther, 1868)